# Euxoa semiconfluens
Euxoa semiconfluens là một loài bướm đêm trong họ Noctuidae.